# يواني سانشيز
يواني ماريا سانشيز كورديرو، (4 سبتمبر 1975 )، مدونة كوبية حققت شهرة دولية وجوائز متعددة بسبب نقدها للحياة في كوبا في ظل حكومتها الحالية.
التحقت سانشيز بالمدرسة الابتدائية خلال فترة الثراء عندما كان الاتحاد السوفيتي يقدم مساعدة كبيرة لكوبا. ومع ذلك، تزامن تعليمها في المدرسة الثانوية والجامعية مع فقدان المساعدات المالية لكوبا بعد انهيار الاتحاد السوفيتي، ما أدى إلى إنشاء نظام تعليمي عام للغاية وأسلوب معيشة ترك سانشيز لاحقًا مع حاجة قوية للخصوصية الشخصية، كما أنها لم تعد مهتمة بفلسفة اللغة، وهو المجال الذي اختارته للدراسة الجامعية.
غادرت سانشيز، التي خاب أملها في وطنها، كوبا متوجهة إلى سويسرا في عام 2002، وخلال هذا الوقت أصبحت مهتمة بعلوم الكمبيوتر. عندما عادت أخيرًا إلى كوبا، ساعدت سانشيز في إنشاء مجلة كونتودوس، وهي مجلة لا تزال تعمل لحرية التعبير الكوبي، ووسيلة لنقل الأخبار.  تشتهر سانشيز بمدونتها؛ والتي على الرغم من الرقابة في كوبا، يمكنها أن تنشر عن طريق البريد الإلكتروني مداخلات المدونة إلى الأصدقاء خارج البلاد والذين يقومون بعد ذلك بنشرها عبر الإنترنت، المدونة مترجمة ومتوفرة بـ 17 لغة.
صنفتها مجلة تايم كواحدة من أكثر 100 شخصية مؤثرة في العالم في عام 2008، قائلةً: تحت أنظار نظام لم يتسامح أبدًا مع المعارضة، مارست سانشيز ما لا يستطيع الصحفيون بلدها القيام به؛ حرية التعبير.
في نوفمبر من عام 2009، كتب الرئيس الأمريكي باراك أوباما أن مدونتها توفر للعالم نافذة فريدة على حقائق الحياة اليومية في كوبا وأشاد بجهودها لتمكين زملائها الكوبيين من التعبير عن أنفسهم من خلال استخدام التكنولوجيا.

## السيرة الذاتية
وُلدت يواني سانشيز في 4 سبتمبر 1975 في هافانا، كوبا، لوالديها ويليام سانشيز وماريا إوميليا كورديرو. عمل والدها، كما كان والده من قبل، في نظام السكك الحديدية الحكومية، أولاً كعامل ثم كمهندس. مع انهيار نظام السكك الحديدية في البلاد بعد انهيار الشيوعية في أوروبا، أصبح ويليام سانشيز كالعديد من زملائه عاطلاً عن العمل.

نشأت سانشيز والتحقت بالمدرسة في هافانا خلال السنوات التي كان فيها الاتحاد السوفيتي يدعم الثورة الشيوعية. تزامنت سنوات سانشيز الثانوية والجامعية مع انهيار الاتحاد السوفيتي وفقدان الإعانات المقدمة لكوبا التي وفرت لما يقرب من ثلاثة عقود نحو 80% من التجارة الدولية لكوبا. خلال سنوات دراستها الثانوية، التحقت بمدرسة في الريف، كتبت عنها:
تركت المدرسة الثانوية في الريف وأنا أشعر أن لا شيء يخصني، ولا حتى جسدي. يخلق العيش في الملاجئ إحساسًا بأن حياتك كلها وخصوصيتك وممتلكاتك الشخصية وحتى عريك أصبحت ملكية عامة. (المشاركة) هي كلمة إلزامية ويبدو من الطبيعي ألا تكون قادرًا - أبدًا - على أن تكون وحيدًا. بعد سنوات من المخيمات الزراعية والمدرسة، كنت بحاجة إلى جرعة زائدة من الخصوصية.
درست سانشيز لمدة عامين تخصص الأدب الإسباني في المعهد التربوي. انتقلت إلى كلية الآداب عام 1995، وأنجبت ابنها في شهر أغسطس من ذلك العام. تخرجت سانشيز خلال خمس سنوات بدرجة علمية في اللغة الإسبانية وتخصصت في الأدب الأمريكي اللاتيني المعاصر، كانت أطروحتها عبارة عن دراسة أدب الديكتاتورية في أمريكا اللاتينية.
في أكتوبر من عام 2009، مُنحت سانشيز (جائزة ماريا مورز كابوت) من جامعة كولومبيا ودُعيت إلى نيويورك لقبول الجائزة، لكن الحكومة الكوبية رفضت السماح لها بالحضور. انتقد نيكولاس ليمان، عميد كلية الدراسات العليا للصحافة في كولومبيا، هذا القرار، مشيرًا إلى أنه يجب على الحكومة الكوبية أن تقدر عمل السيدة سانشيز كإشارة إلى أن الكوبيين الشباب يمكنهم نقل كوبا إلى مستقبل أفضل - مستقبل يتمتع بالحرية. 